# Диренийиттрий
Диренийиттрий — бинарное неорганическое соединение
рения и иттрия
с формулой Re2Y,
кристаллы.

## Получение
- Сплавление стехиометрических количеств чистых веществ в инертной атмосфере:

{\displaystyle {\mathsf {2Re+Y\ {\xrightarrow {2520^{o}C}}\ Re_{2}Y}}}

## Физические свойства
Диренийиттрий образует кристаллы
гексагональной сингонии,
пространственная группа P 63/mmc,
параметры ячейки a = 0,5397 нм, c = 0,8828 нм, Z = 4,
структура типа дицинкмагния MgZn2 (фаза Лавеса)
.
Соединение образуется по перитектической реакции при температуре 2520°C .